# ヤン・ロムルダー
ヤン・ロムルダー（Jan Lomulder）は、オランダの男性キックボクサー、総合格闘家。ドレンテ州ベイレン出身。ヤン・ロミュルデルとも表記される。
現在はオランダ・ベイレンでジムを主宰し、キックボクシングイベント「RISING SUN」も開催している。

## 来歴
1993年7月、大道塾「THE WARS」にて市原海樹と対戦、逆転負けを喫したもののホームタウンディシジョンが指摘される内容であった。
以後、リングスへの来日を経て、1994年7月にはVALE TUDO JAPAN OPEN 1994の1回戦で修斗のエースだった川口健次と対戦、1ラウンドでTKO勝ちを収めたが、右手中指骨骨折により準決勝を棄権した。
以後、K-1のリングで平直行とのバーリトゥード戦を行ったり、リングスでキックルールの試合を行った。
1997年11月29日、VALE TUDO JAPAN '97で川口と再戦し、スリーパーホールドで一本負け。

## 格闘技論
平直行によると、ロムルダーの格闘技論は以下の通りである。
ロムルダーはコンディションを作るために走るのであって、試合の練習をする前の時期に走ってコンディションを作らないと遅いとしている。コンディションが出来上がったら試合前は走らず、リングで必要なスタミナはリングで培うという。練習時間が長いのは初心者のやることであり、短い時間に集中してやることが大切だと主張している。
左フックがAで右のローキックがBだとすると、A+Bが基本のコンビネーションであり、自分がAの動きをして、相手の反応が1とすると、Bのローキックは相手の反応1に対応。それ以外にも相手の反応1に対する技、反応1を引き出す技もある。コンビネーションが成功した際に○の、ダメであった際に×のルートに移る。普通、右のローを避けるには、相手の左側にいれば距離があるので見えやすく避けやすい。ところが相手の左に行けば、今度は相手の左拳が近くなって左フックが避けにくい。そのためA+B→×、A+B+→○の式が成り立つ。

## 戦績

### 総合格闘技
| 総合格闘技 戦績 | 総合格闘技 戦績 | 総合格闘技 戦績 | 総合格闘技 戦績 | 総合格闘技 戦績 | 総合格闘技 戦績 | 総合格闘技 戦績 |
| --------------- | --------------- | --------------- | --------------- | --------------- | --------------- | --------------- |
| 4 試合          | (T)KO           | 一本            | 判定            | その他          | 引き分け        | 無効試合        |
| 1 勝            | 1               | 0               | 0               | 0               | 0               | 0               |
| 3 敗            | 0               | 2               | 0               | 1               | 0               | 0               |

| 勝敗 | 対戦相手     | 試合結果                            | 大会名                               | 開催年月日     |
| ×    | 川口健次     | 3R 3:49 スリーパーホールド          | VALE TUDO JAPAN '97                  | 1997年11月29日 |
| ×    | 平直行       | 1R 0:49 チョークスリーパー          | K-1 REVENGE II                       | 1995年9月3日   |
| ×    | バド・スミス | 不戦敗                              | VALE TUDO JAPAN OPEN 1994 【準決勝】 | 1994年7月29日  |
| ○    | 川口健次     | 1R 2:29 TKO（サッカーボールキック） | VALE TUDO JAPAN OPEN 1994 【1回戦】  | 1994年7月29日  |

### キックボクシング
| 勝敗 | 対戦相手 | 試合結果                | 大会名     | 開催年月日    |
| ○    | 桜木裕司 | 3R KO（ローキック連打） | RISING SUN | 2004年2月28日 |

## 獲得タイトル
- WKAキックボクシングオランダクルーザー級王座（1993年）
- NKBB世界クルーザー級王座（1994年）
- WKCムエタイ世界クルーザー級王座（1994年）
- WMTA世界クルーザー級王座（1995年）